# Chez le dentiste
Chez le dentiste è un cortometraggio del 1901 diretto da Ferdinand Zecca.